# Idioma dungano
El idioma dungano es una variedad de chino mandarín hablada por los dunganos, un pueblo de Asia Central, emparentado con los hui de China.

## Historia
Los dunganos de Kirguistán y Kazajistán (con grupos más pequeños que viven en otros estados postsoviéticos) son los descendientes de varios grupos del pueblo hui que emigraron a la región en la década de 1870 y la década de 1880 después de la derrota de la revuelta dungana en el noroeste de China. El hui del noroeste de China (en lo sucesivo «dunganos» o «tungani» por los escritores occidentales del siglo XIX, así como por miembros de las nacionalidades túrquicas en China y Asia Central a menudo) que normalmente no habla el mismo dialecto mandarín como la gente han en la misma área (o en el área donde la comunidad hui en particular había sido reasentados). Al mismo tiempo, debido a su historia única, su habla sería rica en terminología islámica o influencia, sobre la base de préstamos del árabe, del persa y de las lenguas túrquicas, así como traducciones de las mismas en chino. Los comerciantes hui en los bazares podían utilizar números árabes o persas al hablar entre ellos, a mantener en secreto las comunicaciones de los transeúntes han. Si bien no constituye una lengua separada, estas palabras, frases y giros del habla, conocidos como Huíhuí huà (回回话, «discurso Hui»), sirven como marcadores de la identidad del grupo. Como los viajeros de principios del siglo XX en el noroeste de China se cuenta, «los chinos mahometanos tienen en cierta medida un vocabulario, y siempre un estilo y una manera de hablar, que les es propia».
Como los dunganos en el Imperio ruso, y más aún en la Unión Soviética, fueron aisladas de China, su lengua experimentó una influencia significativa del idioma ruso y de las lenguas túrquicas vecinas.
En la Unión Soviética, un estándar escrito del dungano fue desarrollado, basado en un dialecto de Gansu, en lugar de la base del chino estándar de Pekín. El idioma se utiliza en las escuelas de las aldeas dunganas. En la época soviética había varios libros de texto publicados para el estudio de la lengua dungana, tres volúmenes Diccionario Ruso-Dungano (14 000 palabras), el diccionario dungano y ruso, monografías lingüísticas sobre el idioma y libros en dungano. El primer periódico en lengua dungana se estableció en 1932, siendo la que continúa la publicación hoy en forma semanal.
Cuando Dru C. Gladney, que había pasado algunos años de trabajo con la gente Hui de China, se reunió con dunganos en Almaty en 1988, describió la experiencia como hablar "en un dialecto Gansu híbrido que combina elementos léxicos túrquicos y rusos".

## Inteligibilidad mutua con los dialectos del mandarín
Hay diversos grados de inteligibilidad mutua entre el dungano y varios dialectos del chino mandarín. Los dialectos de Shaanxi y Gansu del mandarín son mutuamente inteligibles para los dunganos. Por otra parte, los hablantes de dungano como Iasyr Shivaza y otros han informado que los hablantes del dialecto pekinés pueden entender el dungano sin dificultades, pero los dunganos no pueden entender el mandarín de Pekín.

## Demografía
El dungano se habla principalmente en Kirguistán, con hablantes en Kazajistán, Uzbekistán y Rusia también. El grupo étnico dungano descendiende de los refugiados procedentes de China que emigraron hacia el oeste en Asia Central.
De acuerdo con las estadísticas del censo soviético 1970-1989, el dungano mantiene el uso de su lengua étnica con mucho más éxito que otros grupos étnicos minoritarios en Asia Central, sin embargo, en el período postsoviético, la proporción de dunganos que habla el idioma dungano como su lengua materna parece haber caído en picado.
| Año  | Dungano como primera lengua | Ruso como segunda lengua | Población total de dungano | Fuente          |
| ---- | --------------------------- | ------------------------ | -------------------------- | --------------- |
| 1970 | 36 445 (94,3 %)             | 18 566 (48,0 %)          | 38 644                     | Censo soviético |
| 1979 | 49 020 (94,8 %)             | 32 429 (62,7 %)          | 51 694                     | Censo soviético |
| 1989 | 65 698 (94,8 %)             | 49 075 (70,8 %)          | 69 323                     | Censo soviético |
| 2001 | 41 400 (41,4 %)             | N/D                      | 100 000                    | Ethnologue      |

## Gramática

### Palabras de medida (clasificadores)
Las lenguas siníticas (china) tienen frecuentemente clasificadores en chino para diferentes tipos de palabras, con los dialectos septentrionales tienden a tener un menor número de clasificadores que los meridionales. 個 (ge) es el único clasificador que se encuentra en el dungano.

## Fonología
En estructura básica y vocabulario, el idioma dungano no es muy diferente del chino mandarín, específicamente de una variedad de mandarín Zhongyuan (no el mandarín Lan-Yin) que se habla en la parte sur de la provincia de Gansu y la parte occidental del valle de Guanzhong en La provincia de Shaanxi. Al igual que otras variedades chinas, El dungano es tonal. Hay dos dialectos principales, uno con 4 tonos y el otro, considerado estándar, con 3 tonos en posición final y 4 tonos en posición no final.

### Consonantes
La tabla correspondiente compara la actual ortografía del dungano, la antigua ortografía del dungano, el pinyin, y el AFI.
| No aspiradas | No aspiradas | No aspiradas | No aspiradas |  | Aspiradas | Aspiradas | Aspiradas | Aspiradas |  | Nasales  | Nasales | Nasales | Nasales |  | Fricativas | Fricativas | Fricativas | Fricativas |  | Sonoras etc. | Sonoras etc. | Sonoras etc. | Sonoras etc. |
| Cirílico     | Latino       | Pinyin       | AFI          |  | Cirílico  | Latino    | Pinyin    | AFI       |  | Cirílico | Latín   | Pinyin  | AFI     |  | Cirílico   | Latín      | Pinyin     | AFI        |  | Cirílico     | Latín        | Pinyin       | AFI          |
| б            | b            | b            | p            |  | п         | p         | p         | ph        |  | м        | m       | m       | m       |  | ф          | f          | f          | f          |  | в            | v            | w            | v            |
| д            | d            | d            | t            |  | т         | t         | t         | th        |  | н        | n       | n       | n       |  |            |            |            |            |  | л            | l            | l            | l            |
| з            | z            | z            | ts           |  | ц         | c         | c         | tsh       |  |          |         |         |         |  | с          | s          | s          | s          |  | р            | r            | －           | r            |
| җ            | ⱬ            | zh           | tʂ           |  | ч         | ç         | ch        | tʂh       |  |          |         |         |         |  | ш          | ş          | sh         | ʂ          |  | ж            | ƶ            | r            | ʐ            |
| җ            | ⱬ            | j            | tɕ           |  | ч         | ç         | q         | tɕh       |  |          |         |         |         |  | щ          | ş          | x          | ɕ          |  | й            | j            | y            | ʝ            |
| г            | g            | g            | k            |  | к         | k         | k         | kh        |  | ң        | ņ       | ng      | ŋ       |  | х          | x          | h          | x          |  |              |              |              |              |

### Vocales
Usando las vocales chinas estándares como base, las siguientes son vocales y sus respectivas transcripicones a la actual ortografía del dungano, la antigua ortografía del dungano, el pinyin, y el AFI.
Tener en cuenta que la correspondencia entre las vocales del chino estándar y las vocales del dungano no son perfectamente correctas.
| Cirílico | Latín | Pinyin  | AFI  |  | Cirílico | Latín  | Pinyin      | AFI             |  | Cirílico | Latín | Pinyin  | AFI    |  | Cirílico | Latín | Pinyin   | AFI    |
| ы        | ƅ     | i       | ɨː   |  | и        | i      | i           | iː              |  | ў        | w     | u       | uː     |  | ү        | y     | ü, u     | yː     |
| а        | a     | a       | aː   |  | я        | ja     | ia (ya)     | ia (jaː)        |  | уа       | ua    | ua      | ua     |  |          |       |          |        |
| ә        | ə     | e       | ɤː   |  | е        | je     | ie (ye)     | iə (jəː)        |  | уә       | uә    | uo      | uɤ     |  | үә       | yә    | üe, ue   | yɤ     |
| э        | e     | ê, ai   | ɛː   |  |          |        |             |                 |  | уэ       | ue    | ue, uai | uɛ     |  |          |       |          |        |
| о        | o     | o, ao   | ɔː   |  | ё        | jo     | iao (yao)   | iɔː (jiɔː)      |  | уэй      | wj    | ui      | uɛi    |  |          |       |          |        |
| ый       | ƅj    | ei      | ɨi   |  |          |        |             |                 |  | уй       | vi    | wei     | uei    |  |          |       |          |        |
| у        | u     | ou      | ʊ    |  | ю        | ju, jy | iu (you)    | iou (jou)       |  |          |       |         |        |  |          |       |          |        |
| ан       | an    | an      | æ̃~æn |  | ян       | jan    | ian (yan)   | iæ̃~iæn (jæ̃~jæn) |  | уан      | uan   | uan     | uæ̃~uæn |  | үан      | yan   | üan, uan | yæ̃~yæn |
| он       | on    | ang     | ɔ̃~ɔn |  | ён       | jon    | iang (yang) | iɔ̃~iɔn (jɔ̃~jɔn) |  | уон      | uon   | uang    | uɔn    |  |          |       |          |        |
| ын       | ƅn    | eng, en | ə̃~ən |  | ин       | in     | ing, in     | ĩ~in            |  | ун       | wn    | ong     | un     |  | үн       | yn    | iong, un | yŋ     |
| эр       | әƣ    | er      | əɻ   |  |          |        |             |                 |  |          |       |         |        |  |          |       |          |        |

Las construcciones de vocales que se pueden utilizar como sílaba independiente sin consonantes se muestran entre paréntesis.
Hay vocales rotacizadas, así como algunas sílabas sólo se ven en de préstamos del ruso, kirguizo, árabe, etc., además de la tabla anterior.

### Tonos
| Número del tono | Nombre del tono   | Ejemplo en dungano | Carácter chino | Gansu-Dungan    | Gansu-Dungan      | Shaanxi-Dungan  | Shaanxi-Dungan    | Chino estándar  | Chino estándar    | Referencias |
| Número del tono | Nombre del tono   | Ejemplo en dungano | Carácter chino | Patrón del tono | Contorno del tono | Patrón del tono | Contorno del tono | Patrón del tono | Contorno del tono | Referencias |
| --------------- | ----------------- | ------------------ | -------------- | --------------- | ----------------- | --------------- | ----------------- | --------------- | ----------------- | --- |
| 1               | 陰平 (yīnpíng)    | хуа                | 花             | Ascendiente     | ˨˦ (24)           | Descendiente    | ˥˩ (51)           | Alto            | ˥ (55)            | El Gansu-Dungan estándar no distingue entre el tono 1 y el tono 2 sono en la posición final de palabras fonéticas. |
| 2               | 陽平 (yángpíng)   | хуа                | 華             | Ascendiente     | ˨˦ (24)           | Ascendiente     | ˨˦ (24)           | Ascendiente     | ˧˥ (35)           | El Gansu-Dungan estándar no distingue entre el tono 1 y el tono 2 sono en la posición final de palabras fonéticas. |
| 3               | 上声 (shǎngshēng) | во                 | 我             | Descendiente    | ˥˩ (51)           | Descendiente    | ˥˧ (53)           | Bajo/emergente  | ˩, ˨˩˦ (1, 214)   | |
| 4               | 去声 (qùshēng)    | чў                 | 去             | Alto            | ˦ (44)            | Alto            | ˦ (44)            | Descendiente    | ˥˨ (52)           | Algunas sílabas originarias en el tono 4 caen hacia el tono 1 en el mandarín moderno.                              |
| 0               | 軽声              | зы                 | 子             | Corta           | Varía             | Corta           | Varía             | Corta           | Varía             | La entonación real depende de la sílaba precedente.                                                                |

## Vocabulario
Los basilectos mandarín y dungano de Gansu/Shaanxi son en gran medida mutuamente inteligibles; Periodistas chinos entienden en uno de esos dialectos del mandarín informan de que pueden darse a entender en la comunicación con hablantes del dungano. Sin embargo, incluso en el nivel de vocabulario básico, el dungano contiene muchas palabras que no existen en modernos dialectos mandarín, tal como préstamos lingüísticos del árabe y del persa, así como vocabulario chino arcaico de la era de la dinastía Qing. Además, los acrolectos mandarín del dungan y Gansu/Shaanxi han divergido significativamente debido al tiempo y a las influencias culturales. Durante el siglo XX, los traductores e intelectuales introdujeron muchos neologismo s y calcos semánticos en el idioma chino, especialmente para los conceptos políticos y técnicos. Sin embargo, el dungan, separado de la corriente principal del discurso chino por barreras ortográficas, en vez de prestar palabras de esos mismos conceptos del ruso, con los que entraron en contacto a través del gobierno y de la educación superior. Como resultado de estos préstamos, los términos chinos estándar equivalentes no son ampliamente conocidas o comprendidas entre los dunganos.

## Sistema de escritura

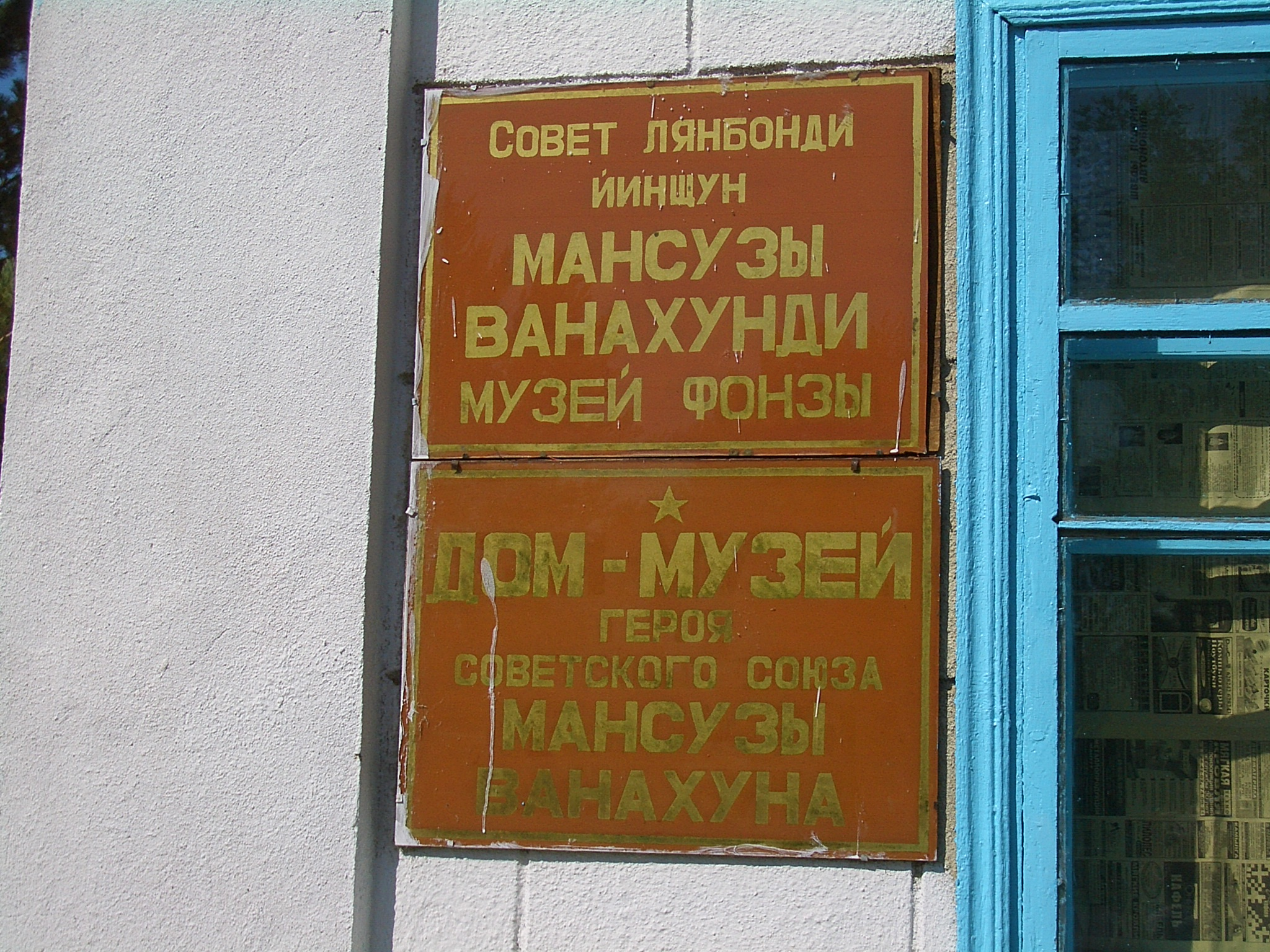
Casa-museo del héroe soviético Manzus Vanakhun (1907—1943). El cartel superior se lee "Sovet Lyanbondi Yinshchun Mansuzy Vanakhundi muzey fonzy".
Por comparación con el chino estándar se podría transcribir como 苏维埃联邦的英雄曼素子·王阿訇的博物馆, pinyin: Sūwéi'āi Liánbāng-de Yīngxióng Mànsùzi·Wáng'āhōng-de bówùguǎn.

El idioma dungano moderno es la única lengua sinítica que está escrito en alfabeto cirílico, dado que vivían bajo la dominación soviética. Es un alfabeto basado en el ruso más cinco letras especiales: Җ, Ң, Ү, Ә, y Ў.
| Cirílico | А/а    | Б/б    | В/в  | Г/г    | Д/д      | Е/е   | Ё/ё     | Ә/ә  | Ж/ж   | Җ/җ    | З/з   | И/и | Й/й  | К/к   |
| -------- | ------ | ------ | ---- | ------ | -------- | ----- | ------- | ---- | ----- | ------ | ----- | --- | ---- | ----- |
| Nombre   | a      | бэ     | вэ   | гэ     | дэ       | e     | ё       | ә    | жэ    | җe     | зэ    | и   | йи   | кa    |
| AFI      | [a]    | [pɛ]   | [vɛ] | [kɛ]   | [tɛ]     | [je]  | [jɔ]    | [ɤ]  | [ʐɛ]  | [t͡ɕʲe] | [t͡sɛ] | [i] | [ʝi] | [kʰa] |
| Latín    | a      | be     | ve   | ge     | de       | ye    | yo      | ê    | re    | jie    | ze    | i   | yi   | ka    |
| Cirílico | Л/л    | М/м    | Н/н  | Ң/ң    | О/о      | П/п   | Р/р     | С/с  | Т/т   | У/у    | Ў/ў   | Ү/ү | Ф/ф  | Х/х   |
| Nombre   | эль    | эм     | эн   | ың     | o        | пэ    | эр      | эc   | тэ    | у      | ў     | ү   | эф   | xa    |
| AFI      | [ɛlʲ]  | [ɛm]   | [ɛn] | [ɨŋ]   | [ɔ]      | [pʰɛ] | [əɻ]    | [ɛs] | [tʰɛ] | [ʊw]   | [u]   | [y] | [ɛf] | [xa]  |
| Latín    | el     | em     | en   | îng    | o        | pe    | er      | es   | te    | u      | û     | ü   | ef   | ha    |
| Cirílico | Ц/ц    | Ч/ч    | Ш/ш  | Щ/щ    | Ъ/ъ      | Ы/ы   | Ь/ь     | Э/э  | Ю/ю   | Я/я    |       |     |      |       |
| Nombre   | цэ     | чэ     | шa   | щa     | нин xo   | ы     | ван xo  | э    | ю     | йa     |       |     |      |       |
| AFI      | [t͡sʰɛ] | [t͡ʂʰɛ] | [ʂa] | [ɕa]   | [nʲɪ̃ xɔ] | [ɨ]   | [vã xɔ] | [ɛ]  | [jʊw] | [ja]   |       |     |      |       |
| Latín    | ce     | che    | sha  | sh(i)a | nin ho   | î     | van ho  | e    | yu    | ya     |       |     |      |       |

Nota
- Las letras Ъ y Ь solo se usan para escribir préstamos del ruso

El dungano es la única variedad del idioma chino que no está escrita normalmente utilizando caracteres chinos. Originalmente los dunganos, quines fueron musulmanes descendientes de los hui, escribían su idioma en un alfabeto basado del árabe conocido como xiao'erjing. La Unión Soviética prohibió todas las escrituras árabes a finales de la década de 1920, lo que llevó a escribirse en una ortografía latina. La ortografía latina duró hasta 1940, cuando el gobierno soviético promulgó el actual sistema basado en el cirílico. Xiao'erjing está ahora prácticamente extinta en la sociedad dungana, pero sigue siendo un uso limitado por algunas comunidades hui en China.
El sistema de escritura se basa en el dialecto estándar de tres tonos. Las marcas de tonos o numeración no aparecen en la escritura de propósito general, pero se especifican en los diccionarios, incluso para préstamos lingüísticos.
Tabla de consonantes:
| Pinyin | Palladiy | Dungano |  | Pinyin | Palladiy | Dungano |  | Pinyin | Palladiy | Dungano   |  | Pinyin | Palladiy | Dungano |
| b      | б        | б       |  | p      | п        | п       |  | m      | м        | м         |  | f      | ф        | ф       |
| d      | д        | д       |  | t      | т        | т       |  | n      | н        | н / л     |  | l      | л        | л       |
| z      | цз       | з       |  | c      | ц        | ц       |  | s      | с        | с         |  |        |          |         |
| j      | цз(ь)    | җ(ь)    |  | q      | ц(ь)     | ч(ь)    |  | x      | с(ь)     | щ(ь)      |  |        |          |         |
| zh     | чж       | җ       |  | ch     | ч        | ч       |  | sh     | ш        | ш / с / ф |  | r      | ж        | ж       |
| g      | г        | г       |  | k      | к        | к       |  |        |          |           |  | h      | х        | х       |

## Literatura
Una serie de libros en dungano, incluyendo libros de texto, dungano-ruso y diccionarios ruso-dunganos, un diccionario etimológico dungano, colecciones de cuentos populares, originales y traducidos de ficción y poesía se han publicado en Kirguistán. Tiradas habituales no eran más que unos pocos cientos de ejemplares. Un periódico en dungano ha sido publicado también.
Obras del poeta dungano Iasyr Shivaza han sido traducidos al ruso, chino estándar, y un número de otros idiomas, con tiradas de impresión en algunos de ellos sido mucho mayor que en el dungano original. Traducciones de algunos de ellos, junto con el texto original dungano, Inglés están disponibles en el libro de S. Rimsky-Korsakoff (1991).